# Кареда (Ярва)
Ка́реда (ест. Kareda küla) — село в Естонії, у волості Ярва повіту Ярвамаа.

## Населення
Чисельність населення на 31 грудня 2011 року становила 54 особи.

## Географія
Через населений пункт проходять автошляхи 15155 (Пеетрі — Роосна-Алліку) та 15156 (Анна — Пеетрі — Гууксі).

## Історія
З 10 жовтня 1991 до 21 жовтня 2017 року село входило до складу волості Кареда.